# Jüdischer Friedhof (Meppen)

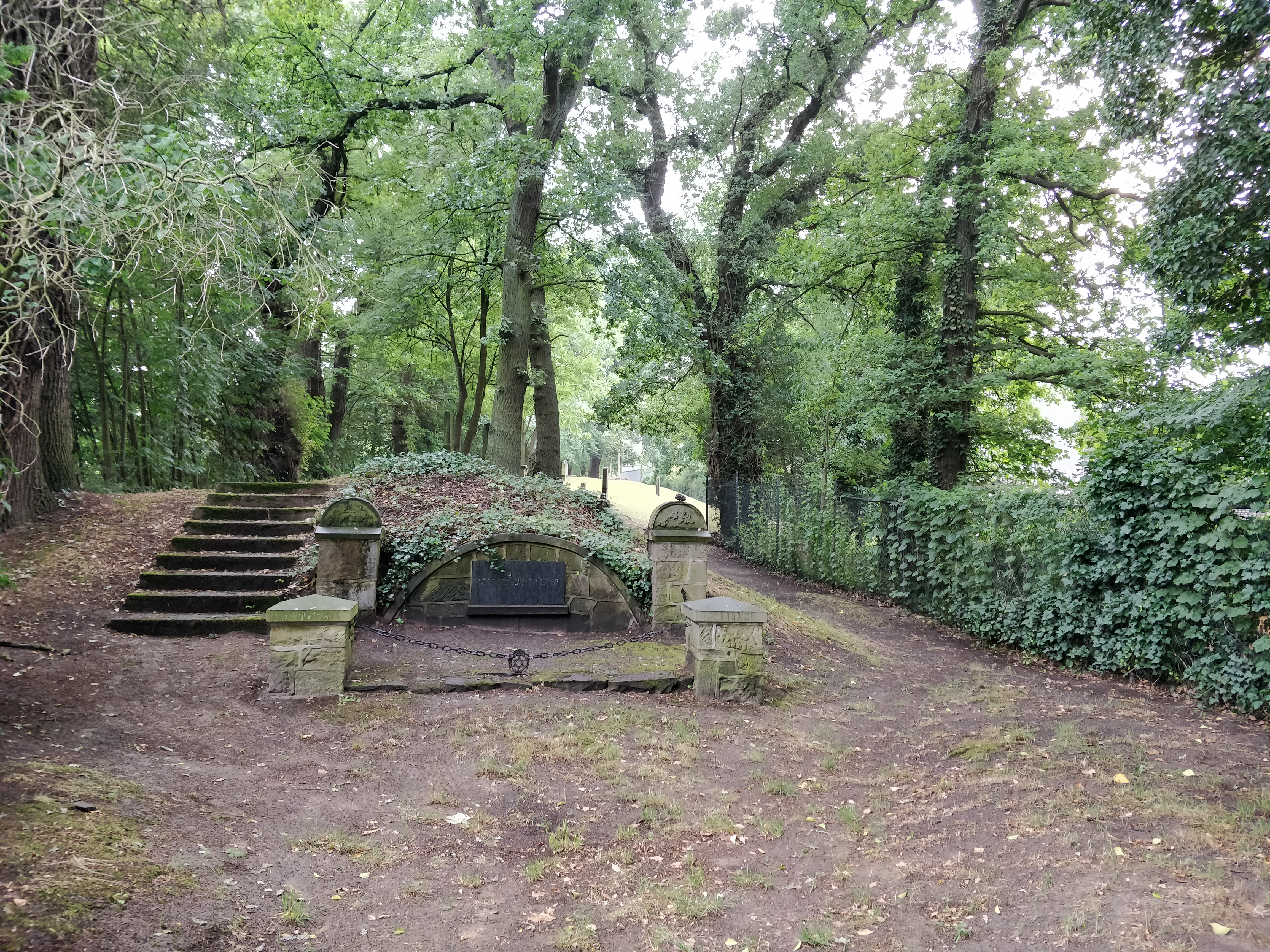
Blick vom Eingang über den Friedhof

Der Jüdische Friedhof Meppen ist ein jüdischer Friedhof in Meppen im niedersächsischen Landkreis Emsland. Er ist ein geschütztes Kulturdenkmal.

## Beschreibung
Auf dem 3208 m² großen Friedhof „An der Hütte“ befinden sich 22 Grabsteine. Der älteste stammt aus dem Jahr 1850/51. 

## Geschichte

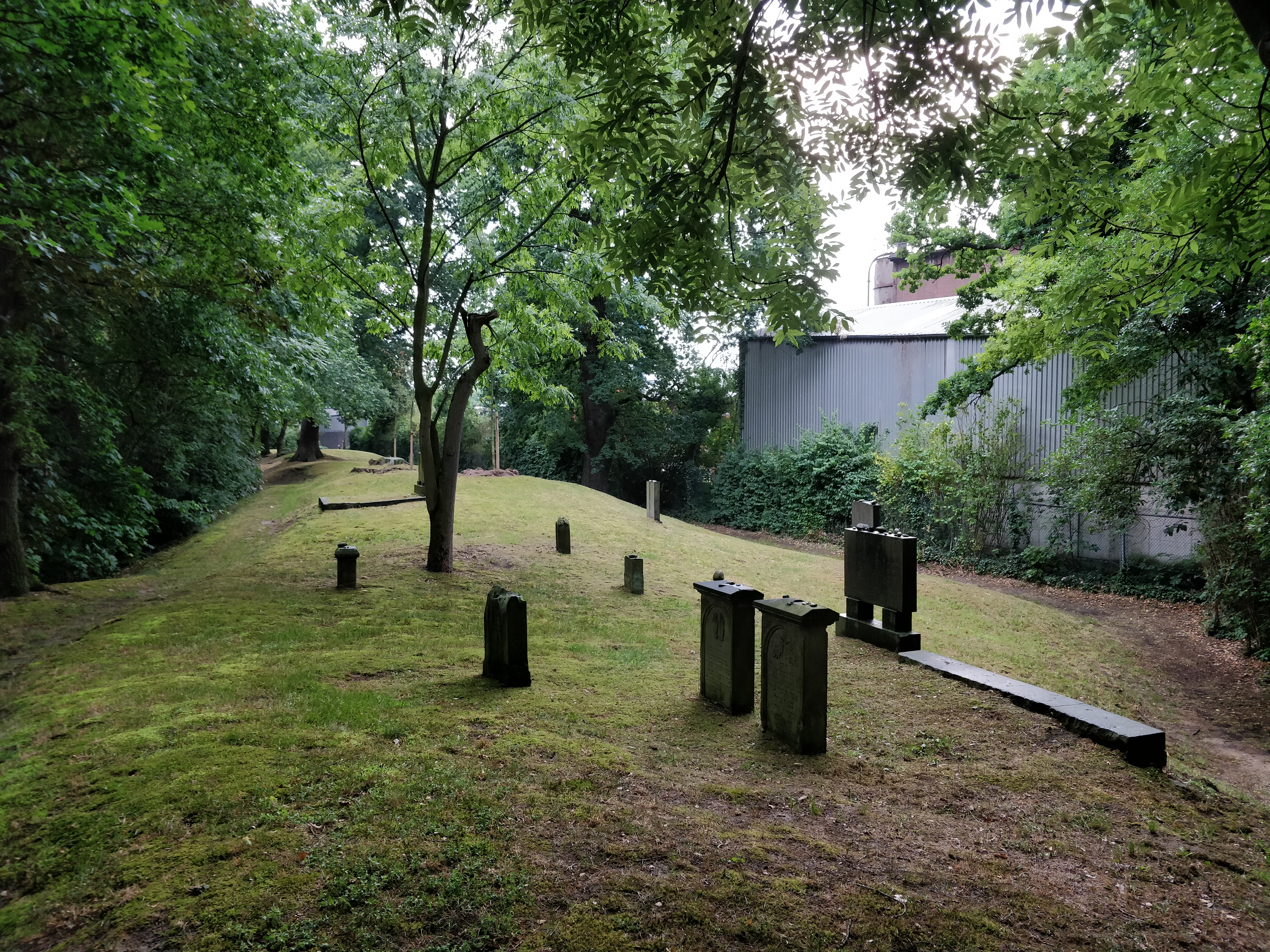
Blick in Richtung Eingang

Ab 1953 war der Friedhof im Besitz des Jewish Trust Corporation (JTC) und seit 1960 befindet er sich im Besitz des Landesverbandes der Jüdischen Gemeinden von Niedersachsen. Instandsetzungen erfolgten in den Jahren 1952 und nach Verwüstungen 1987/88. Für die Friedhofspflege war ab 1957 eine Gärtnerei und ist seit 1997 ein katholischer Arbeitskreis zuständig.